# Medúzák (film)
A Medúzák,  (héberül מדוזות; Meduzot) 2007-ben bemutatott izraeli játékfilm. Forgatókönyvét Etgar Keret írta, és a filmet feleségével, Shira Geffennel együtt rendezték; főszereplője Sarah Adler. A film a 2007-es cannes-i fesztiválon Arany Kamerát nyert. Egy rövid mellékszerep erejéig Keret is megjelenik a filmben, aki hazájában egyébként elsősorban elsőrangú rövidprózájáról és sokoldalú irodalmi tevékenységéről ismert.

## Szereplők
- Keren (Noa Knoller)
- Batia (Sarah Adler)
- Tamar (Tsipor Aizen)
- Relly (Bruria Albek)
- Galia (Ilanit Ben-Yaakov)
- Eldad (Assi Dayan)

## Díjak, jelölések

### Izraeli Filmakadémia (2007)
- jelölés: legjobb színésznő (Sarah Adler)
- jelölés: legjobb díszlet (Avi Fahima)
- jelölés: legjobb kosztüm
- jelölés: legjobb rendező (Shira Geffen, Etgar Keret)
- jelölés: legjobb vágás
- jelölés: legjobb film
- jelölés: legjobb forgatókönyv (Shira Geffen)
- jelölés: legjobb hang (Aviv Aldema, Eli Yarkoni, Gil Toren, Asher Milo)
- jelölés: legjobb női mellékszereplő (Tzahi Grad)
- jelölés: legjobb férfi mellékszereplő (Zaharira Harifai)

### Cannes-i fesztivál(2007)
- díj: Arany Kamera (Etgar Keret, Shira Geffen)
- díj: SACD Screenwriting Award (Etgar Keret, Shira Geffen)

### Pozsonyi Nemzetközi Filmfesztivál (2007)
- díj: Ökumenikus zsűri díja  (Etgar Keret, Shira Geffen)
- díj: külön dicséret (Etgar Keret, Shira Geffen)
- jelölés: Nagydíj (Etgar Keret, Shira Geffen)